# Chiratanal, Sindhnur
Chiratanal là một làng thuộc tehsil Sindhnur, huyện Raichur, bang Karnataka, Ấn Độ.